# Vinile (rivista)
Vinile è una rivista musicale italiana.

## Storia editoriale
Fondata nel 2016 da Francesco Coniglio, all'epoca direttore editoriale di Sprea Editori per la parte musicale, in continuità con la precedente rivista Musica Leggera da cui viene cooptato tutto lo staff di partenza, tra cui Michele Neri, che ne diventa direttore, Luciano Ceri, Timisoara Pinto, Christian Calabrese, Federico Guglielmi, Franco Settimo, Enzo Giannelli, Franco Brizi, Lucio Mazzi, Annunziato Cangemi, Alessio Lega, Vito Vita, a cui si affiancano nuovi collaboratori come Susanna Schimperna, Emmanuel Grossi, Lugi Abramo, Andrea Direnzo, Mario Giammetti, Luca Fassina, Giandomenico Curi, Mario Giugni, Alessandro Bottero, Francesco Donadio ed altri.
Secondo Luca Frazzi rispetto ad altre riviste Vinile "punta di più sul colore e sulla narrazione, meno sull'aspetto strettamente archivistico...e accompagna le lunghe retrospettive con grandi immagini e una grafica accattivante che rendono la lettura più attrattiva"; secondo Maurizio Inchingoli è rivolta prevalentemente a un pubblico maturo.